# Кампинас
Кампи́нас (порт. Campinas) — город и муниципалитет на юго-востоке Бразилии, входит в штат Сан-Паулу. Составная часть мезорегиона Кампинас. Находится в составе крупной городской агломерации Агломерация Кампинас. Входит в экономико-статистический микрорегион Кампинас. Население увеличислось с 824 924 человек в 1991 году до 1 202 200 человек в 2022 году. Занимает площадь 795,667 км². Плотность населения — 1306,2 чел./км².
Праздник города — 14 июля.

## История
Город основан в 1744 году.
31 декабря 2016 года в Кампинасе произошло массовое убийство, в ходе которого Сидней Рамиш ди Араужо (порт.-браз. Sidnei Ramis de Araujo) убил двенадцать членов одной семьи, включая свою бывшую жену и восьмилетнего сына.

## Организации
- Университет Кампинас

## Статистика
- Валовой внутренний продукт на 2005 составляет 20 620 765 630,00 реалов (данные: Бразильский институт географии и статистики).
- Валовой внутренний продукт на душу населения на 2005 составляет 19 719,47 реала (данные: Бразильский институт географии и статистики).
- Индекс развития человеческого потенциала на 2000 составляет 0,852 (данные: Программа развития ООН).

## География
Климат местности: горный тропический. В соответствии с классификацией Кёппена, климат относится к категории Cwa.

## Транспорт
В 20 км от центра города расположен международный аэропорт Виракопус.
В 8 км от центра города расположен аэропорт Кампу-дус-Амараис.

## Города-побратимы
Кампинас является городом-побратимом следующих городов:
- Асунсьон, Парагвай (1973)
- Консепсьон, Чили (1979)
- Далоа, Кот-д’Ивуар (1982)
- Гифу, Япония (1982)
- Блуменау, Бразилия (1983)
- Нови-Сад, Сербия (1989)
- Перуиби, Бразилия (1991)
- Кордова, Аргентина (1993)
- Сан-Диего, США (1995)
- Фучжоу, Китай (1996)
- Белен, Бразилия (2003)
- Иерихон, Палестинская национальная администрация (2003)
- Ауровиль, Индия (2004)
- Малито, Италия (2006)
- Убатуба, Бразилия (2007)
- Кабинда, Ангола (2009)
- Которро[исп.] (район Гаваны), Куба (2009)
- Камандукая, Бразилия (2010)
- Кашкайш, Португалия (2012[6])

## Галерея

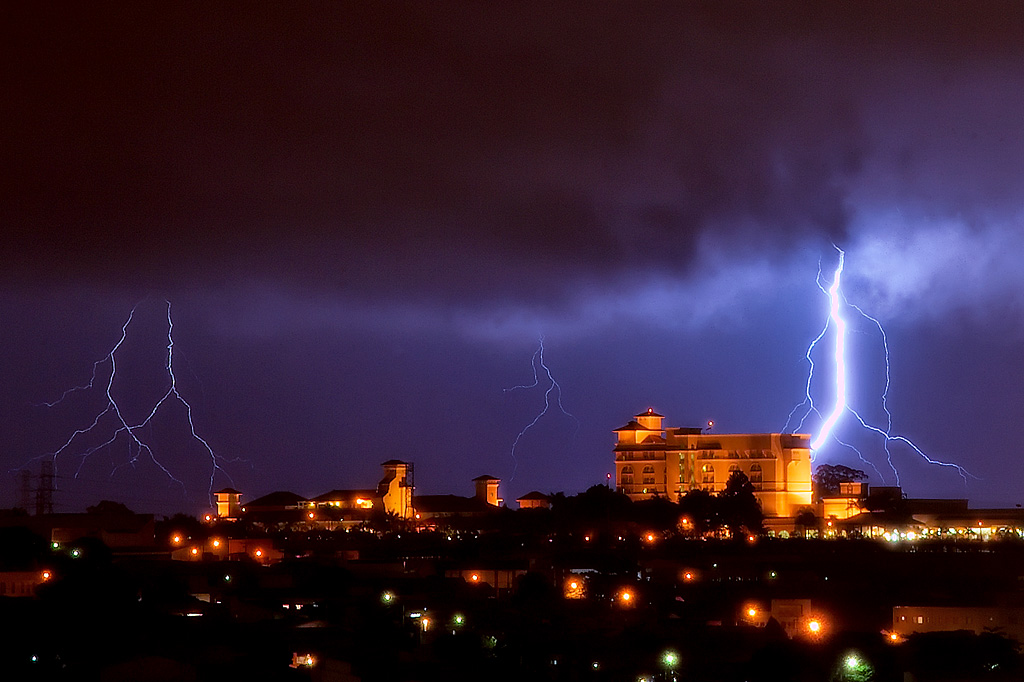
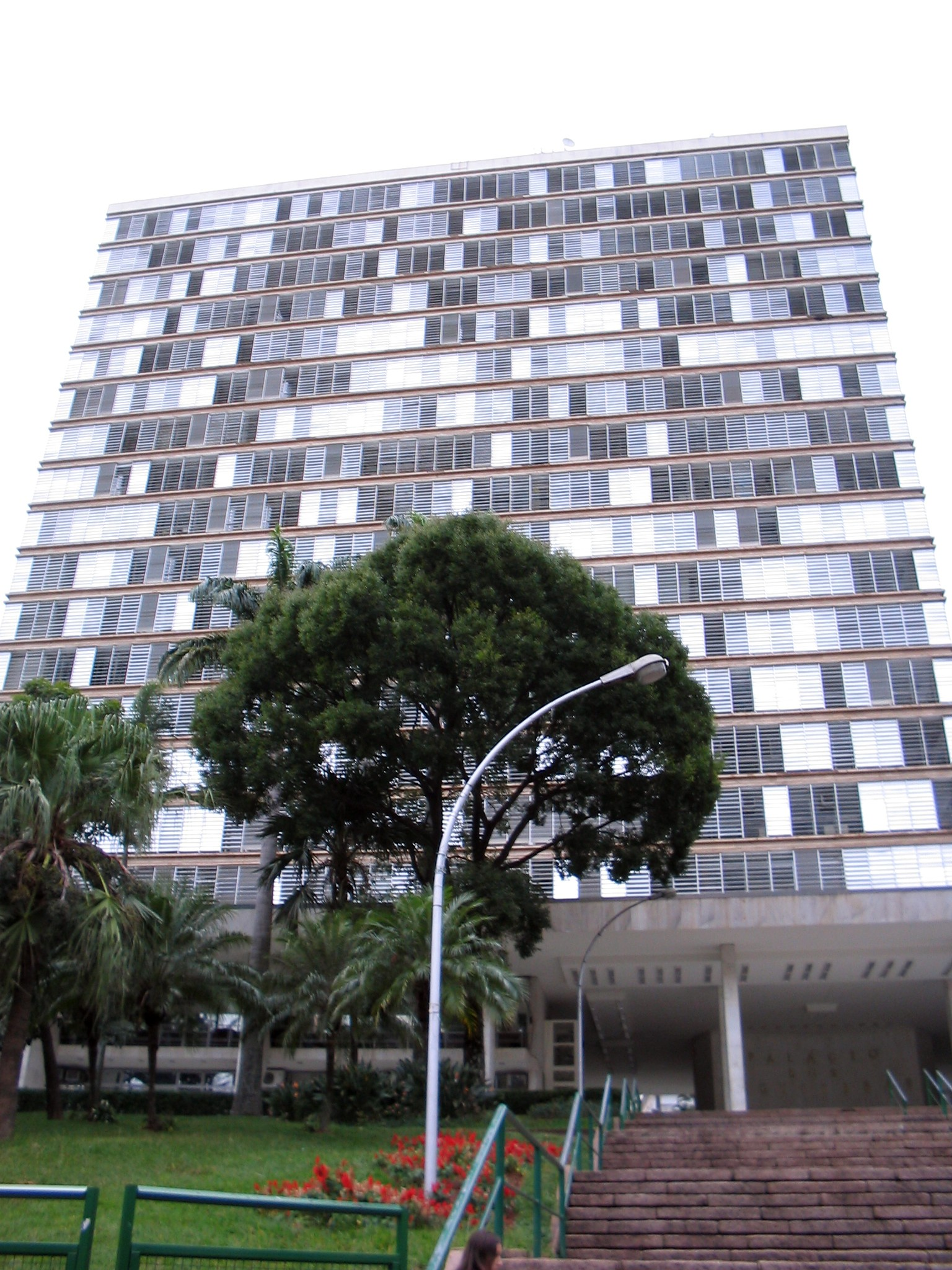
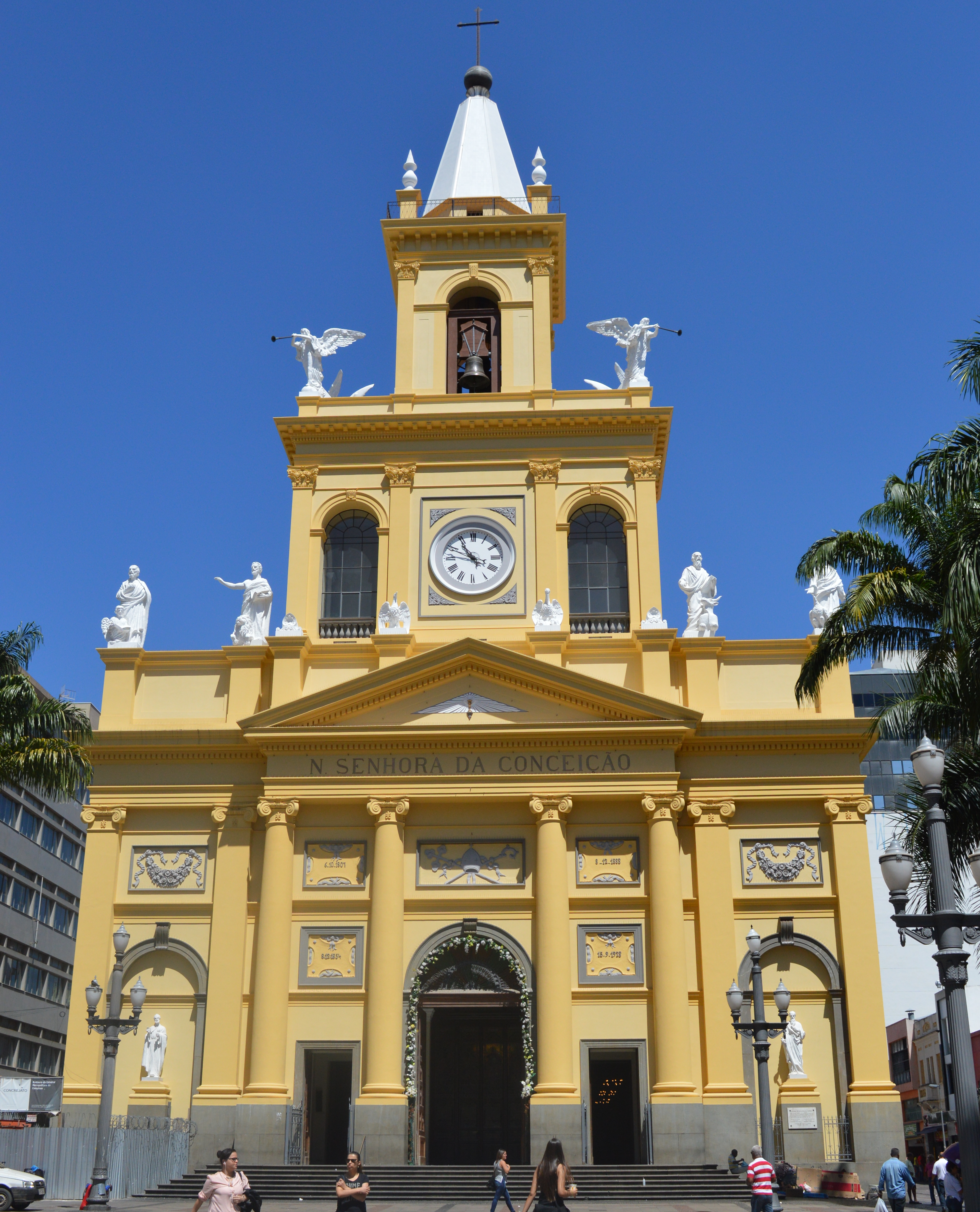
Собор
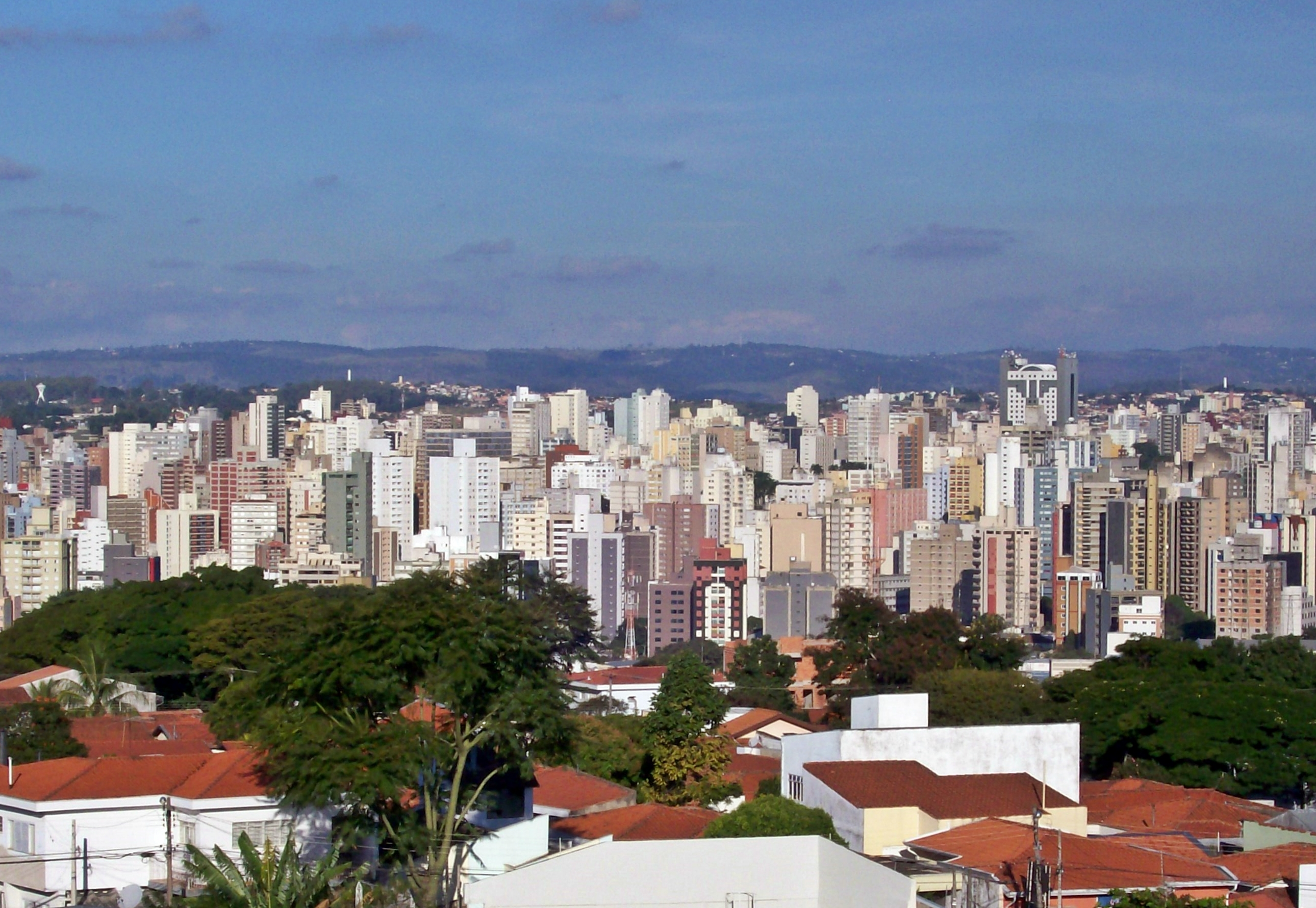
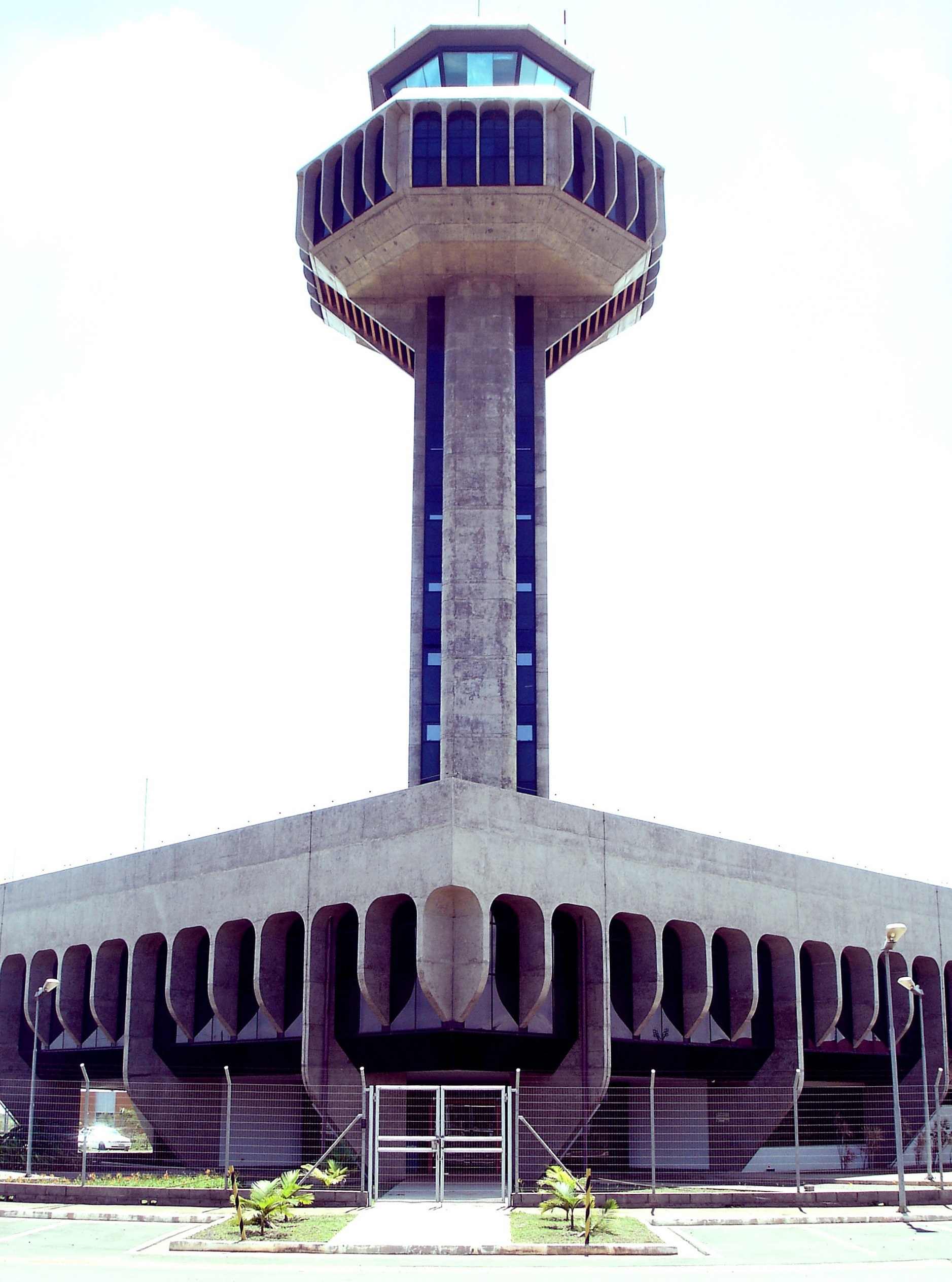
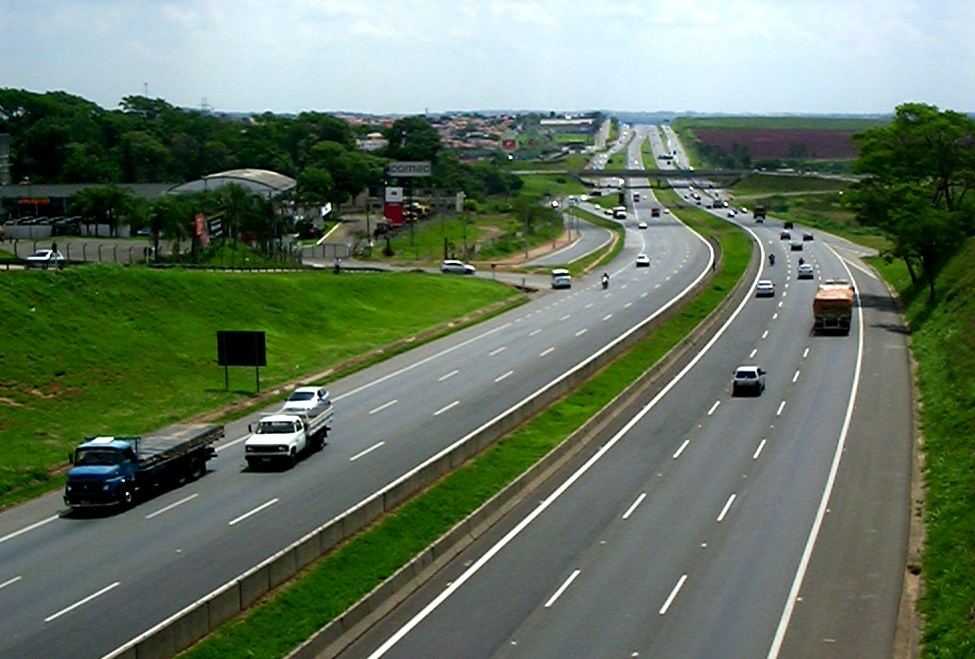
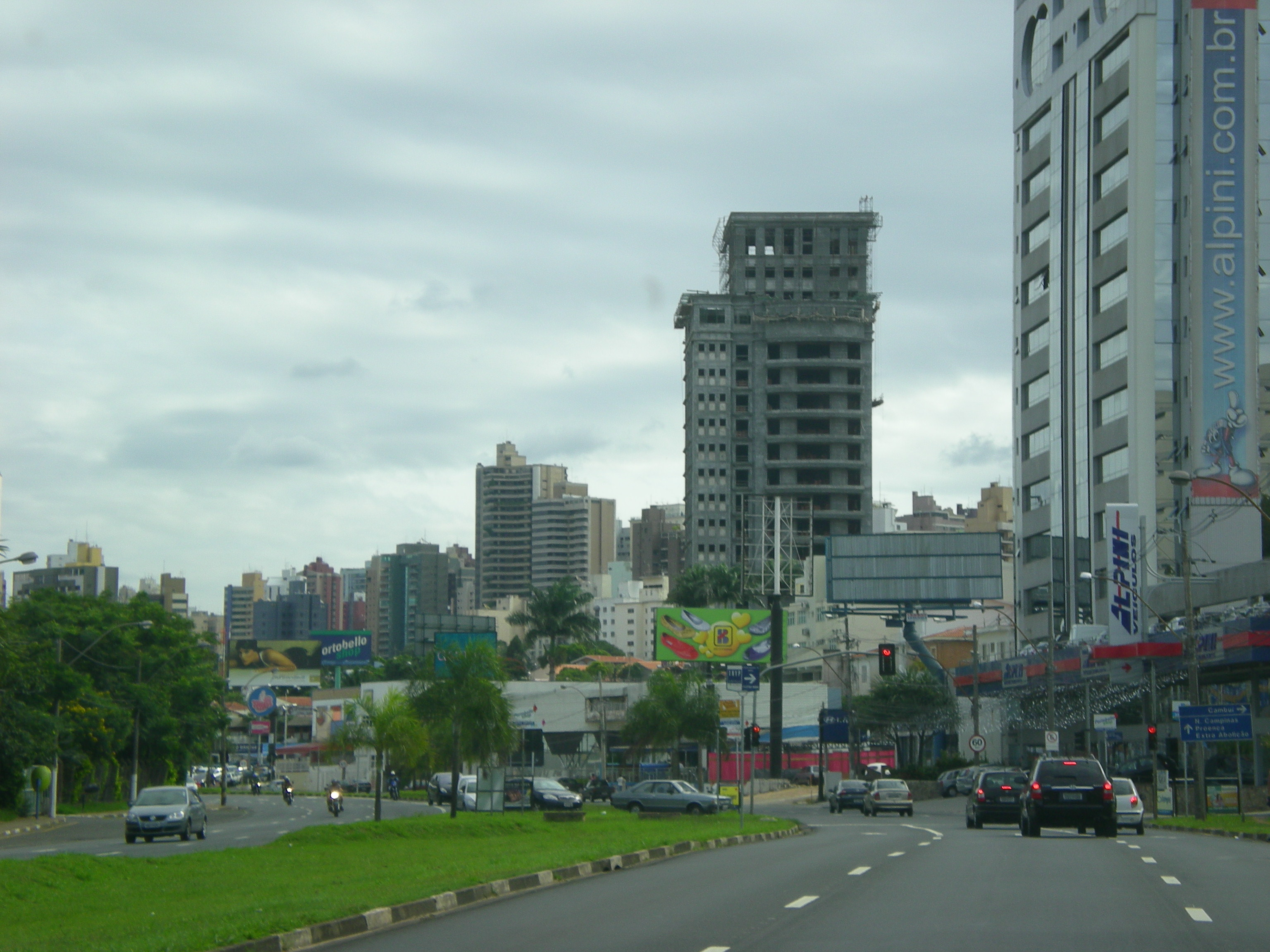